# برنار کامپان
برنار کامپان (فرانسوی: Bernard Campan‎؛ زادهٔ ۴ آوریل ۱۹۵۸) بازیگر، کارگردان فیلم و فیلم‌نامه‌نویس اهل فرانسه است. وی از سال ۱۹۸۲ میلادی تاکنون مشغول فعالیت بوده‌است.
از فیلم‌ها یا برنامه‌های تلویزیونی که وی در آن نقش داشته‌است می‌توان به چقدر منو دوست داری؟، مرد زندگی من، تلفن همیشه دو بار زنگ میزند!!، بازگشت سه برادر و کیسه‌ای از مرمر اشاره کرد.